# 栄養的分類
栄養的分類（えいようてきぶんるい）とは、生物（特に微生物）の増殖、生育条件による分類法であり、厳密な種の分類等には余り用いられないものの、網羅的な性質を簡易に理解するために用いられる。例えば、Escherichia coliという学名だけではいかなる性質の生物か示されていないが、Escherichia coliは化学合成従属栄養生物（化学エネルギーをエネルギー源として、炭素源として有機物を利用する、詳細は以下に述べる）である、と書けば直感的に理解できる。
栄養的分類のもっとも単純なものとしては、上記の例にも書いているが
- エネルギー源として何を用いるか（光エネルギーか化学エネルギー）
- 炭素源として何を用いるか（二酸化炭素か有機物）

によって分類する。また、より複雑なものとしては生物の生育温度、pH、酸素分圧、塩濃度など様々なパラメータが組み合わされたものとなる。
栄養的分類は基本的に、微生物でしか有用でない。なぜなら多細胞生物体である動物（と菌類）はその全てが化学合成従属栄養（共生微生物を持つものをのぞく）、植物ではその全てが光合成独立栄養（寄生性のものを除く）を示すからである。多様な環境に生息し、多様な栄養要求性を示す微生物の分類にこそ栄養的分類は有意に用いられている。以下に主な栄養的分類パラメータとその名称を述べる。

## エネルギー源および炭素源
エネルギー源と炭素源を用いる栄養的分類は最も良く用いられている栄養的分類法である。その有用性は極めて厳密に生物を分類できる点にある。エネルギー源による分類法は以下の二つに分かれる。
- 光合成生物：光をエネルギー源として利用できる（光リン酸化を行なえる）
- 化学合成生物：エネルギー源として化学エネルギーに依存する（酸化的リン酸化を行なう）

光合成生物の例としては植物、化学合成生物の例としては動物があげられる。この両者は特に明確な区別が可能だが光合成生物の藻類の中には、暗所で化学合成生物として生育できるものが知られている。
炭素源による分類法は以下の分類がなされる。
- 独立栄養：炭素源として二酸化炭素(CO2)を利用できる
- 従属栄養：炭素源を有機物に依存する
- 混合栄養：独立栄養および従属栄養の混在したもの

炭素源による分類も明確な区別が可能だが、混合栄養は二酸化炭素と有機物の両方を炭素源とするという特異な分類もなされる。ただし、二酸化炭素か有機物か、どちらに多く依存するか、によっては両者利用できる生物（最近、同位体を用いた研究によってカイコが混合栄養であることが明らかになった）であっても、独立あるいは従属の分類がなされることもある。
上記の分類群を組み合わせることによって、以下4種の有用な栄養的分類法が確立される。
- 光合成独立栄養生物：光をエネルギー源として利用し、炭酸固定を行なう。多くの植物、藻類、藍藻、光合成細菌等が含まれる。
- 光合成従属栄養生物：光をエネルギー源として利用し、有機物を炭素源として利用する（炭酸固定できない）。一部の光合成細菌（紅色非硫黄細菌など）が含まれる。
- 化学合成独立栄養生物：還元型無機化合物の酸化によってエネルギーを獲得し、炭酸固定を行なう。一部の細菌（硝化細菌、硫黄酸化細菌、鉄細菌、水素細菌等、ただし鉄細菌は独立栄養ではないと見る向きもある）が含まれる。
- 化学合成従属栄養生物：前述の3つはエネルギー源および炭素源の区別は明確だが、この生物ではそうした点が不明確である。すなわち、有機物の酸化を行ないながらエネルギーを得て、その炭素をそのまま炭素源として利用する。多くの動物、微生物が含まれる。

光合成従属栄養生物や化学合成独立栄養生物は多くの場合、化学合成従属栄養的に生育することが可能であるが、その場合、そのもっとも単純な栄養要求性がこれらの分類基準となる。すなわち、二酸化炭素を利用できることは有機物に炭素を依存するよりも単純であり、光エネルギーは化学エネルギーよりも単純であると考える。

## 栄養的ではない、その他生育因子による分類法
微生物は多様な生育条件を示し、動植物など高等生物にできない特殊な環境における生育が可能である。そうした生育条件パラメータは以下、酸素分圧（空気中に酸素がどれだけ存在するか）、温度、pH、塩濃度、圧力など実に多様である。

## 栄養的分類の用法
以上、栄養的分類の主なものをあげたが、生物の性質による分類は以上の分類法が複雑に組み合わさったものである。大腸菌であれば、
- 化学合成従属栄養・通性好気性・中温性・好中性生物

となり、メタン菌であれば
- 化学合成独立栄養・偏性嫌気性・中温性（好熱性もいる）・好中性生物（好酸性もいる）

となる。しかしながらこのような分類はあくまでその生物の一側面であるとともに、いまだ厳格な定義の存在しない比較的曖昧な分類である。微生物の分離という研究がマニュアル化されておらず実験者個々の手腕が反映されるからであろう。

## Table
| エネルギー源    | 還元当量源    | 炭素源                | 名称                                            |
| --------------- | ------------- | --------------------- | ----------------------------------------------- |
| 光合成 Photo-   | 有機 -organo- | 有機物 -heterotroph   | 光合成有機従属栄養生物 Photoorganoheterotroph   |
| 光合成 Photo-   | 有機 -organo- | 二酸化炭素 -autotroph | 光合成有機独立栄養生物 Photoorganoautotroph     |
| 光合成 Photo-   | 無機 -litho-  | 有機物 -heterotroph   | 光合成無機従属栄養生物 Photolithoheterotroph    |
| 光合成 Photo-   | 無機 -litho-  | 二酸化炭素 -autotroph | 光合成無機独立栄養生物 Photolithoautotroph      |
| 化学合成 Chemo- | 有機 -organo- | 有機物 -heterotroph   | 化学合成有機従属栄養生物 Chemoorganoheterotroph |
| 化学合成 Chemo- | 有機 -organo- | 二酸化炭素 -autotroph | 化学合成有機独立栄養生物 Chemoorganoautotroph   |
| 化学合成 Chemo- | 無機 -litho-  | 有機物 -heterotroph   | 化学合成無機従属栄養生物 Chemolithoheterotroph  |
| 化学合成 Chemo- | 無機 -litho-  | 二酸化炭素 -autotroph | 化学合成無機独立栄養生物 Chemolithoautotroph    |